# کادنه
کادنه (به لهستانی:  Kadyny) یک روستا در لهستان است که در گمینا تولکمیتسکو واقع شده‌است. کادنه  ۶۰۰ نفر جمعیت دارد.